# Первый год Республики
«Первый год Республики» — фантастическая повесть Льва Вершинина в жанре альтернативной истории. В 1997 году на Конгрессе фантастов России Странник получила премии в двух номинациях: в номинации «Средняя форма»; и в жанровой номинации «Меч в зеркале» (альтернативно-историческая фантастика и фантастика о параллельных мирах).

## Сюжет
Основное допущение повести — Восстание Черниговского полка в 1825 году окончилось удачно для восставших. Впрочем, основные события разворачиваются уже на исходе первого года удавшейся революции (отсюда название).
Восстание декабристов в Санкт-Петербурге было подавлено, как и в реальности.
Композиционно повесть состоит из нескольких глав, высвечивающих наиболее характерные эпизоды первого года Республики:
- В Прологе Император Николай I получает «добрую весть» от Константина Павловича из Польши.
- Первая глава «Генерал» рассказывает о сражении под Екатеринославом М. П. Бестужева-Рюмина с гайдамаками Кармалюка.
- Вторая глава «Юстиция» рассказывает о судебном процессе над С. Г. Волконским. По просьбе Верховного Правителя С. И. Муравьева-Апостола, С. Г. Волконский не только сознается в заговоре, но и оговаривает группу младороссов, как своих соучастников, с целью не допустить их пропаганды в войсках. Всех казнят.
- Глава третья «Осколки» дает завершающие эпизоды революции:
  - М.Щепилло гибнет, пытаясь остановить дезертирующие с фронта части Республики.
  - Генерал Паскевич принимает депутацию новороссийских греков.
  - Крымский хан Гирей вырезает посольство Республики в Бахчисарае.
  - Юный корнет проводит ночь с девицей из ресторана.
  - Граф Воронцов готовится принимать обратно губернаторство Новороссии.
- Эпилог — татарин Махметка с семейством бежит на Кубань от идущей в Крыму войны.

## Хронологический порядок основных событий в мире Первого года Республики
- 3 января 1826 года «Ахтырские гусары и конные артиллеристы присоединяются к восставшему полку у Ковалевки…»
- 4 января 1826 года «Армия конституционалистов занимает Белую Церковь».
- Дата не указана — суд над Пестелем и его казнь (повешение).
- Март 1826 года — провозглашение Крымского ханства. Крымское ханство и Российская Республика устанавливают дипломатические отношения.
- Дата не указана — столкновение войск Республики с войсками восставшей Польши. Сражение под Брацлавом, победа войск Республики. В этом сражении хорошо себя показывает Первая мужицкая бригада Ивана Сухинова.
- Дата не указана — под Белой Церковью Первая мужицкая бригада поднимает восстание, убивает своего командующего, переходит к Кармалюку.
- Июль 1826 года — Император Николай I получает «добрые вести» от Константина Павловича из Польши. По всей видимости, речь идет об усмирении польского восстания. По получении этого известия Император принимает решение направить на юг Паскевича, для подавления Республики.
- Август 1826 года — измена генерала Артамона Муравьева. Сдача Чернигова Паскевичу. Царские войска без боя занимают Левобережную Украину, соединяются с Донскими казаками.
- Сентябрь 1826 года — «генерал» Бестужев-Рюмин во главе войск Республики штурмом берет Екатеринослав, отбив город у мужицкой армии Кармалюка. Затем дважды отбивает обратный штурм войск Кармалюка, тем самым ликвидирует мужицкую армию, при этом погибает сам.
- Ноябрь 1826 года — наступающий на юг командующий царскими войсками Паскевич побеждает в пятидневом сражении под Киевом республиканского военачальника Сергея Григорьевича Волконского.
- С. Г. Волконский на следствии ложно сознается в заговоре против Республики. При этом он называет имена других «заговорщиков». Это участники группы «младороссов» (пропагандировавших передачу власти народному вечу и организацию в Республике казацкой вольницы). Всех «заговорщиков» казнят.
- Март 1827 года — идут бои за Одессу. Отдельные части войск Республики покидают фронт, уходя в Молдавию. Тем не менее, штурм в середине марта отбит с «потерями немалыми».
- Март 1827 года — молдавский господарь Гика вторгается на территорию Республики, пытается наступать на Тирасполь, терпит поражение от республиканских войск под Дубоссарами.
- Апрель 1827 года — Крымское ханство расторгает союз с Российской Республикой и объявляет священную войну против неверных. Резня посольства Республики в Бахчисарае. Высадка янычар в Керчи. Янычары совместно с крымскими татарами осаждают российский гарнизон в Севастополе.
- Апрель 1827 года — Главнокомандующий Армией Республиканской и Верховный Правитель Муравьев-Апостол «сознавая ответственность перед Россией в годину опасности, Империей Оттоманской приуготовленной» (имеется в виду начавшееся турецкое вторжение в Крым), приказывает войскам Республики сложить оружие перед царскими войсками. Арест С. И. Муравьева-Апостола.
- Май 1827 года — в Крыму идет Русско-Турецкая война. Население Крыма бежит на Кубань.
- Примерно 1835 год — окончание Русско-Турецкой войны. Между Российским императором и Османским султаном подписан мир.

## Персонажи повести
- Большинство персонажей повести имеют реальных исторических прототипов.
  - Генерал Бестужев-Рюмин — скорее всего, это Бестужев-Рюмин, Михаил Павлович. В тексте именуется «Михаилом Петровичем», что, видимо, ошибка. Командующий войсками Республики (упоминается Восьмая дивизия) под Екатеринославом, проявил себя действительно талантливым полководцем. Взял Екатеринослав, отстоял его от попытки отбить, при этом погиб.
  - Полковник Михаил Щепилло — помощник генерала Бестужева-Рюмина. Убит в марте 1827 года при попытке остановить уходящие с фронта войска Республики.
  - Ипполит, поручик — Муравьёв-Апостол, Ипполит Иванович — помощник генерала Бестужева-Рюмина. Застрелился во время сражения под Екатеринославом.
  - Подполковник Иван Горбачевский — помощник генерала Бестужева-Рюмина, состоял в его свите. Погиб под Екатеринославом.
  - Верховный — Муравьёв-Апостол, Сергей Иванович. Руководитель (фактически, судя по всему, диктатор) Республики. В официальном документе накануне сдачи подписывается как «Первоприсутствующий Управы Военной Малороссийской и Новороссийской, Главнокомандующий Армией Республиканской и Верховный Правитель Муравьев-Апостол».
  - Иван Сухинов — Сухинов, Иван Иванович, командующий Первой мужицкой бригадой.
  - Генерал от инфантерии Паскевич — Паскевич, Иван Фёдорович. В тексте назван «графом Днепровским». По всей видимости, этот титул является наградой за победу под Киевом.
  - Барон Дибич — Дибич-Забалканский, Иван Иванович — командовал войсками под Гродно, в кордоне, ограждающем Польшу. Командовал войсками, наступавшими на Одессу (при этом был в подчинении у Паскевича).
  - Кармалюк — Кармелюк, Устим Якимович. Руководил восстанием против Республики, противостоял генералу Бестужеву-Рюмину под Екатеринославом. После поражения «сгинул».
  - Волконский, Сергей Григорьевич — один из директоров Управы Военной. Командующий войсками Республики в сражении под Киевом. После поражения обвинен в измене и казнен, при этом ложно оговорил себя и молодежь — членов общества «младороссов».
  - Генерал Артамон Муравьев — возможно, Муравьёв, Артамон Захарович — один из полководцев Республики. В августе 1826 года без боя сдал Чернигов войскам Паскевича.
  - Отец Даниил (в миру Кейзер). Благословляет восставших декабристов. Уговаривает С. Г. Волконского оговорить себя и т. н. «младороссов» в измене Республике, чтобы подавить их пропаганду.
  - Михей Шутов — унтер-офицер, ветеран Отечественной войны. Семеновец. В восстании с первого дня. В марте 1827 года увел с одесского фронта именную Конституции Российской роту, направляясь в Молдавию. Убит М.Щепилло.
  - Губернатор Воронцов — Воронцов, Михаил Семёнович. Был смещен восставшими с поста губернатора, однако продолжал жить в Одессе. На приглашение войти в правительство Республики ответил отказом.

- Ряд персонажей повести все же не имеет определенных прототипов:
  - Туган-бей — руководитель крымских войск (три тысячи), приданных восьмой дивизии генерала Бестужева-Рюмина.
  - Татарин Махметка — крымский татарин. Состоял в татарских войсках, приданных восьмой дивизии генерала Бестужева-Рюмина под Екатеринославом. В мае 1827 года в числе беженцев на Кубань.
  - Хан Гирей — упоминается, что он был «привезен с Кубани». Объявил священную войну против русских, началом чего послужила резня русского посольства в Бахчисарае.
  - Обер-аудитор Боборыко — проводил дознание «по делу о злодейском заговоре супротив Конституции», обвинение С. Г. Волконского в измене Республике (после поражения под Киевом). Впоследствии, в составе Реституционной Комиссии Юга Империи Российской, арестовал С. И. Муравьева-Апостола.
  - Кирилл Мансуров — руководитель посольской миссии Российской Республики в Бахчисарае. Когда крымцы вырезали посольство, его взяли в плен и перевезли в Константинополь. Там он содержался восемь лет в тюрьме. После подписания мира России и Турции был выдан России, где осужден военным судом и сослан в Акатуй.